# New York Point

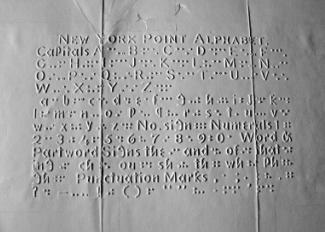
New York Point, w tym cyfry, skróty i znaki interpunkcyjne.

New York Point – pismo stworzone przez Williama Bell Waita dla osób niewidomych w latach sześćdziesiątych XIX wieku. Było oparte na sześciopunktcie alfabetu Braille’a. System miał zaoszczędzić 20% miejsca wykorzystując poziome, a nie pionowe znaki. System nigdy nie został przyjęty ani rozpowszechniony na dużą skalę.
Pismo nie miało zawierać jak w Braille'u 6 kropek, lecz ich zmienną liczbę — 2, 4, 6 lub 8.
System był rozpowszechniony w Stanach Zjednoczonych, aż do początku XX wieku, kiedy to po tzw. War of the Dots został wyparty przez alfabet Braille’a.